# CV-405
La CV-405 es una carretera secundaria competencia de la Generalidad Valenciana. Se le llama Carretera de Torrente a Montroy. Inicia su recorrido en la CV-4034 Carretera Torrente-Alacuás a la altura de Torrente y finaliza enlazando con la CV-50 junto a Montroy. En noviembre de 2019, se anunció el inicio del estudio de su desdoblamiento desde la AP-7 hasta la rotonda de Venta Cabrera, con dos carriles por sentido.

## Nomenclatura
La CV-405 pertenece a la red de carreteras de la Generalidad Valenciana. Su nombre viene de la CV (que indica que es una carretera autonómica de la Comunidad Valenciana) y el 405, es el número que recibe dicha carretera, según el orden de nomenclaturas de las carreteras de la Comunidad Valenciana.

## Trazado
La CV-405 comienza en el enlace con la Calle Músico Mariano Puig Yago (Torrente). La primera salida es con la CV-411, que une Torrente con Mas de Jutge y Calicanto (solo el tramo de autovía). A continuación, bordea la población de Montserrat por el centro dirigiéndose a la Urb. Virgen de Monserrat. Termina su recorrido enlazando con la CV-50 que se dirige a Cheste y Tabernes de Valldigna, dónde después se convierte en la AP-7.